# وو شائوکونگ
وو شائوکونگ (انگلیسی: Wu Shaocong؛ زادهٔ ۲۰ مارس ۲۰۰۰) بازیکن فوتبال اهل چین است.
از باشگاه‌هایی که در آن بازی کرده‌است می‌توان به باشگاه فوتبال کیوتو سانگا اشاره کرد.
وی همچنین در تیم‌های ملی فوتبال زیر ۲۰ سال، زیر ۲۳ سال و بزرگسالان چین بازی کرده‌است.